# Josette Dumeix
Josette Cothias-Dumeix est une résistante française née le 30 août 1919 à Paris 12e, où elle est morte le 20 juin 2008. Elle participe à la fondation de l'Union des jeunes filles de France. Pendant la Seconde Guerre mondiale, elle est agent de liaison dans la Résistance, puis cofondatrice d'un réseau de protection des clandestins, et responsable des comités féminins pour la zone Nord. Après la guerre, elle est membre suppléante du comité central du Parti communiste français, journaliste, bibliothécaire, historienne.

## Biographie

### Jeunesse, premiers engagements
Josette Cothias est née le 30 août 1919 à Paris dans le 12e arrondissement,. Elle a quinze ans lorsqu'elle adhère aux Jeunesses communistes, en 1935,. L'année suivante, elle adhère au Parti communiste français. Elle prend part à la fondation de l'Union des jeunes filles de France, dont elle est la responsable pour le 11e arrondissement de Paris.
S'occupant d'une colonie de vacances, elle est en Normandie au début de la Seconde Guerre mondiale. Elle rentre à Paris en décembre 1939, et apporte clandestinement des journaux sur le front.

### Résistance, responsabilités
Au début de l'Occupation de la France par l'Allemagne, elle est agent de liaison. Elle assure à bicyclette les liaisons entre la zone sud et la zone nord, transportant sa bicyclette dans le train, successivement de Paris à Bordeaux, de Bordeaux à Toulouse, de Toulouse à Limoges, de Limoges à Toulouse, de Toulouse à Lyon.
Elle est la responsable des comités féminins pour la zone nord, de l'été 1940 à août 1941,. Elle cofonde avec Claudine Chomat un réseau qui a pour objectifs la protection des clandestins, la recherche de planques, la production et la diffusion de tracts. Également avec Claudine Chomat, elle dirige l'édition féminine de l'Humanité. Elles rassemblent d'autres anciennes dirigeantes pour organiser la résistance féminine au régime de Vichy. Un bon nombre d'entre elles sont arrêtés en juin 1941. Josette Cothias y échappe et passe en zone sud, dans une marche nocturne de vingt kilomètres.
En zone libre, elle rejoint Danielle Casanova, qui la nomme responsable interrégionale. Elle est arrêtée le 15 novembre 1942, et passe 22 mois en prison,. Elle est successivement détenue dans la prison de Loos et dans celle de Cuincy, où elle est la co-détenue d'Odette Kerbaul,. Elle reste détenue jusqu'à la Libération.

### Après-guerre, journalisme, responsabilités
À la Libération, elle est une des responsables de l'Union des jeunes filles patriotes. Elle devient journaliste, et travaille à la rédaction de l'Humanité, où elle rencontre en 1946 Auguste Dumeix, qu'elle épouse. 
De juin 1945 à juin 1947, Josette Dumeix est membre suppléante du comité central du PCF. Elle est l'une des responsables de l'Union des femmes françaises dans les années 1950.

### Actions culturelles et historiographiques
Elle devient bibliothécaire dans les années 1960, et s'engage pour la diffusion de la culture ; elle agrandit la bibliothèque de Pierrefitte-sur-Seine, puis fonde la bibliothèque de Bagnolet ainsi que ses bibliothèques annexes. Elle crée aussi un réseau de lecture populaire, et fonde le service culturel de Bagnolet.
Dans le domaine historique, Josette Dumeix contribue à partir de 1962 à rassembler des documents sur la Résistance. Sur cette base, elle participe en 1965 avec Germaine Willard et André Tollet à la création de l'association et de la collection permanente du Musée de la Résistance nationale, à Champigny-sur-Marne, qui ouvrira au public en 1985.
Après avoir suivi des cours à l'université, elle y obtient un DEA en histoire. Elle dirige en 1994 la publication d'un ouvrage historique sur la Résistance dans le 11e arrondissement de Paris. Elle est la présidente du Comité de libération de cet arrondissement.
Elle meurt dans le 12e arrondissement de Paris le 20 juin 2008,. Il n'y a pas d'obsèques, puisqu'elle a donné son corps à la médecine, mais un hommage public lui est rendu le 25 septembre suivant à la mairie de son arrondissement.